# 1864 w polityce

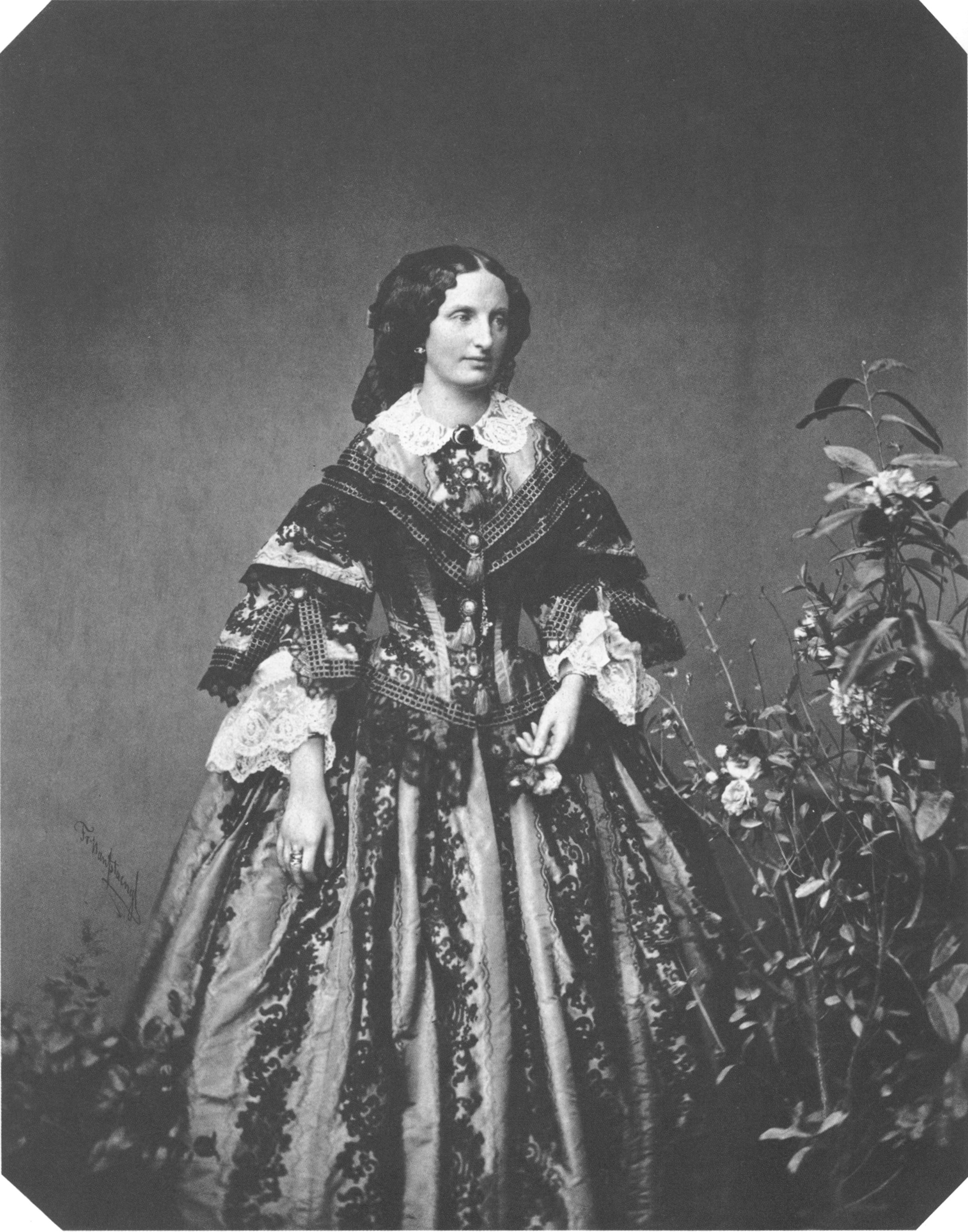
Augusta Ferdynanda Toskańska

Wydarzenia polityczne w 1864 roku.

## Wydarzenia
- Wojna secesyjna.
  - 9 marca prezydent Abraham Lincoln mianował Ulyssesa Granta głównodowodzącym armii Unii[1].

## Zmarli
- Augusta Ferdynanda Toskańska, księżna Bawarii[2].